# Halalaimus americanus
Halalaimus americanus is een rondwormensoort uit de familie van de Oxystominidae. De wetenschappelijke naam van de soort is voor het eerst geldig gepubliceerd in 1992 door Keppner.